# Toca-fitas
Toca-fitas (português brasileiro) ou Leitor de cassetes (português europeu) é o aparelho eletro-eletrônico que decodifica as informações armazenadas em fitas magnéticas, e as transforma em som.

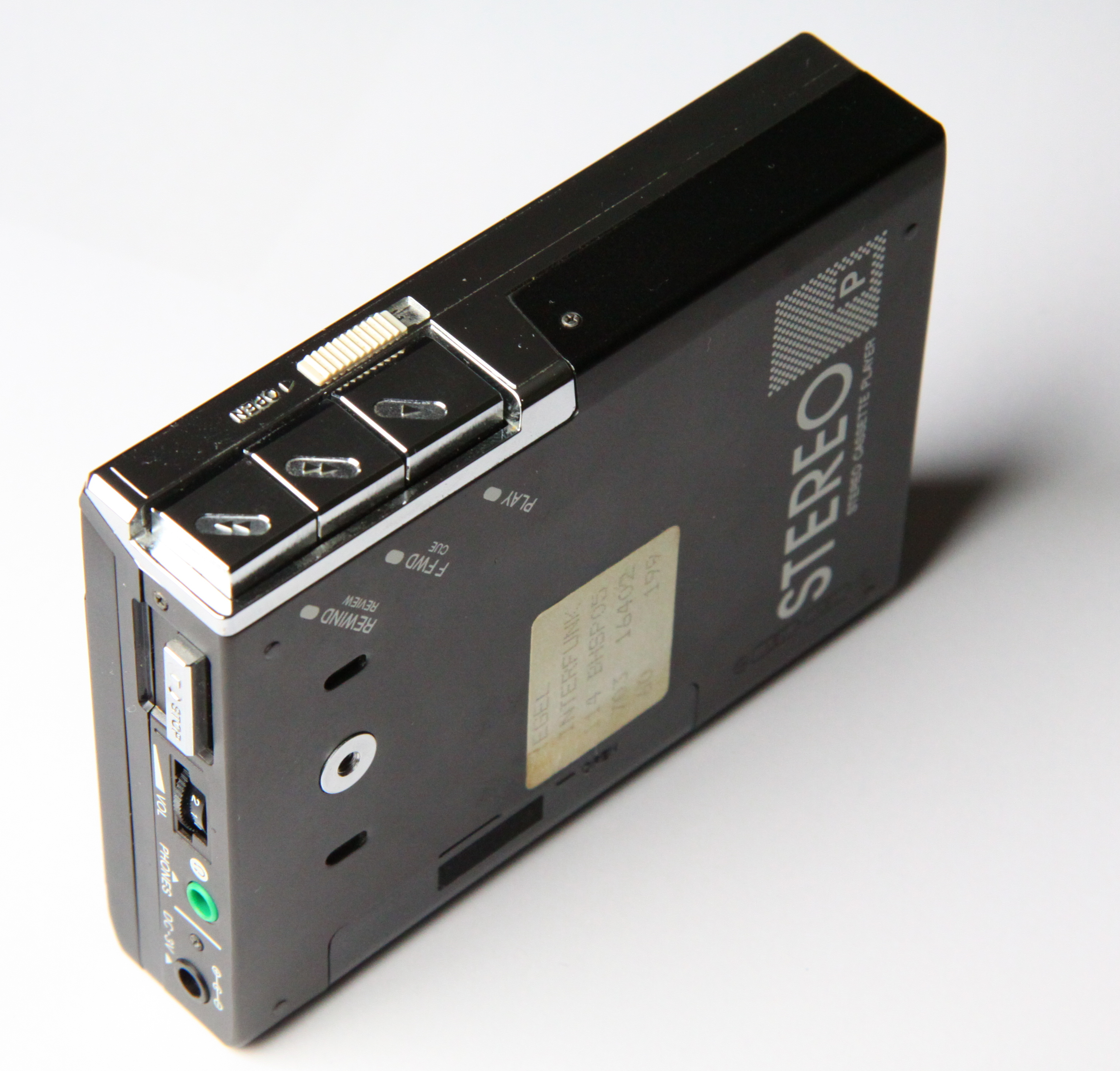
Toca fitas portátil.

A fita magnética é inserida no compartimento apropriado, onde é posta em contato com uma cabeça magnética, que capta as variações do campo magnético que fôra previamente impresso sobre a fita. Um circuito eletrônico amplifica o sinal obtido e o aplica sobre um ou dois alto-falantes, que completam a transformação da informação em som.
O toca-fitas foi desenvolvido com o intuito de processar informações analógicas, mas seu uso logo se estendeu ao mundo digital, tendo sido adaptado para comunicar-se com os PCs mais antigos.
Com a miniaturização e o barateamento, o toca-fitas tornou-se um acessório comum em veículos automotores, e foi incorporado ao walkman. Como objeto de consumo de massas, o toca-fitas é considerado obsoleto, tendo sido substituído por outras mídias mais versáteis, mais duráveis e mais eficientes. Contudo, o mesmo princípio ainda é bastante aplicado para backup de grande volume de dados, nos sistemas de fita magnética.